# 冨士信夫
冨士 信夫（ふじ のぶお、1917年（大正6年）8月 - 2005年（平成17年）1月24日）は、日本の歴史家、海軍軍人。東京裁判（極東国際軍事裁判）研究家。

## 経歴
富山県生まれ。府立八中（現東京都立小山台高等学校）を経て、1938年海軍兵学校（第65期）卒業。戦艦「金剛」、重巡洋艦「熊野」、「利根」乗組。1939年海軍練習航空隊飛行学生。航空母艦「飛龍」乗組を経て、1941年霞ヶ浦海軍航空隊司令承命服務。1944年海軍少佐。1945年台湾第29航空戦隊（新竹）参謀、1946年第2復員省臨時調査部勤務。以後、法廷係として極東国際軍事裁判（東京裁判）のほとんどを傍聴。この間、「海軍少佐」の経歴のため公職追放となる。
東京裁判の大半の審理を傍聴した「生き証人」として、執筆・講演活動のため日本全国を精力的に飛び回り、若い人々との交流にも積極的であった。その東京裁判に関する知識を駆使し、マスコミ・作家による東京裁判関係の取材にも応えた。
市ヶ谷台一号館（旧陸軍士官学校講堂）を取材したNHKの番組にも出演。山崎豊子『二つの祖国』執筆に当たっても、山崎に東京裁判関係部分の描写について助言を行なった。同書（新潮文庫、下巻225ページ）、東京裁判法廷における元外務大臣東郷茂徳の証言場面、「傍聴席の最前列で連日、法廷記録をメモしている元海軍少佐」とあるのは、冨士のことを指す。

## 著書
- 『裁きの庭に通い続けて』（信行社 1986年）
  - 改題『私の見た東京裁判』（講談社学術文庫（上・下） 1988年）
- 『極東国際軍事裁判関係諸表綴』（1987年）
- 『戦争裁判関係死亡者名簿』（1987年）
- 『東京裁判は証言する　不調に終わった日米交渉、その真相に迫る』（閣文社（上・下） 1991年）
- 『南京大虐殺はこうしてつくられた』（展転社 1995年）
- 『こうして日本は侵略国にされた』（展転社 1997年）